# Mephisto-Valse
Les Mephisto-Valses sont quatre valses composées par Franz Liszt en 1859-62, 1880-81, 1883 et 1885. Les deux premières ont été écrites pour orchestre symphonique, puis arrangées pour piano seul, piano à quatre mains et deux pianos, alors que les deux suivantes sont consacrées au piano seul.

La première est la plus populaire. Fréquemment jouée en concert et enregistrée, cette valse est exemplaire du genre musique à programme, reprenant un épisode de l'histoire du Faust de Nikolaus Lenau (et non celui de Goethe). Pour accompagner la partition de cette Mephisto-Valse n°1, Liszt a repris le texte de Lenau : 

« Dans une auberge villageoise, un banquet de mariage a lieu avec musique, danses et libations. Méphistophélès, passant devant avec Faust, pousse celui-ci à participer aux festivités. Le diable attrape un violon des mains d'un violoneux endormi et en tire une étrange mélodie séduisante et envoûtante. Amoureux, Faust tourbillonne dans la salle aux bras d'une belle et plutôt gironde villageoise dans une danse effrénée ; s'abandonnant l'un et l'autre, ils valsent jusque dans la forêt. Le son du violon devient de plus en plus ténu, un rossignol entonnant une chanson emplie d'amour. »

Liszt n'ayant pu achever la dernière des quatre valses, la Bagatelle sans tonalité est souvent associée aux Mephisto-Valses car son manuscrit a pour titre « Quatrième Mephisto Valse ».
La Mephisto Polka est une autre composition pour piano suivant ce sujet récurrent chez les compositeurs romantiques.

## Détail des quatre valses

### PremièreMephisto-Valse
La première Mephisto-Valse (S.514) est la plus connue et la plus jouée ; les trois autres sont considérées comme pâles en comparaison et reléguées au statut de « répertoire obscur ». Cette Danse à l'auberge du village (Der Tanz in der Dorfschenke) est la deuxième pièce de deux morceaux que Liszt a écrits pour l'orchestre. Le morceau précédent, La procession de nuit (Der nächtliche Zug), est rarement joué (bien que les deux aient été enregistrés ensemble). Par contre, la valse, avec sa passion, sa sensualité et ses effets dramatiques, a été une œuvre de référence. James Gibbons Huneker la décrit comme une « langoureuse mélodie syncopée » et « l'une des voluptueuse avec Tristan und Isolde »,.
Liszt voulait faire paraître la valse en même temps que la Procession de nuit : « [...] la publication de deux épisodes du Faust de Lenau [...] Je me fie au seul jugement de Schuberth [éditeur] : que la version piano ou celle orchestrale paraisse en premier, cela m'importe peu ; la seule chose importante est que la Procession de nuit aussi bien que la [valse] n°1 et la n°2 doivent être ensemble. Il n'y a bien sûr pas de lien thématique entre elles mais elles sont pourtant liées par le contraste des émotions.  [...] »
. La requête de Liszt ne fut pas entendue et les deux épisodes furent publiés séparément.
Cette valse a été présentée en trois versions sur la même période (1859-62) : orchestrale (S.110/2), pour quatre mains (S.599/2) et pour piano seul (S.514). La version quatre mains est une transcription directe de la version orchestrale alors que la version piano seul est une composition indépendante. Liszt l'a dédiée à Carl Tausig, son protégé (mort à 29 ans en 1870). Elle est un magnifique exemple de la méthode de composition par transformation thématique de Liszt et d'inventivité pianistique.
La version orchestrale possède une fin alternative, plus légère et moins enthousiaste que la coda habituelle, que certains critiques considèrent plus proche des intentions de Lenau. Cette fin, bien que rarement jouée en concert, a été enregistrée par Fritz Reiner et James Conlon. Liszt fournit aussi deux passages supplémentaires pour la version piano seul. On ne sait pas quand il a écrit ces passages mais c'était devenu une habitude chez lui, dans ses dernières années, de créer des versions différentes pendant qu'il enseignait à ses élèves.
La signature rythmique de l'ouverture est en 3/8. Alors que certains pianistes utilisent cette valse impérieuse et très technique pour montrer leurs capacités techniques et leur virtuosité (en oubliant ou écorchant quelques notes), le tempo initial est allegro vivace (quasi presto). Bien que l'indication de mouvement presto et quasi presto peut être rencontrée, il n'y a aucun prestissimo. Une exécution trop rapide, surtout pour une valse, déformerait les aspects plus subtils du jeu ; le tempo d'exécution est notamment sensible pendant la partie espressivo amoroso (édition Ricordi) pendant laquelle Méphistophélès tente de séduire les auditeurs par une gentillesse, une empathie et une sensibilité feintes ; le même genre d'« arrache-cœur » que l'on peut trouver dans les Liebestraume and Consolations. La version orchestrale (que l'on peut entendre dans le film d'horreur de 1971 The Mephisto Waltz) est un bon exemple de maîtrise du tempo.

### DeuxièmeMephisto-Valse
La deuxième Mephisto-Valse (S.515) a été composée environ vingt ans après la première, entre la fin 1880 et le début 1881. Liszt écrivit d'abord la version pour orchestre, puis l'adapta pour piano quatre mains et piano seul (S.515). La version orchestrale fut jouée pour la première fois à Budapest en 1881. Après cette représentation, Liszt améliora la partition et changea complètement la fin. Les partitions de ces trois versions sont basées sur cette révision et sont dédiées à Camille Saint-Saëns.
Pour l'harmonie, la seconde valse anticipe Scriabine, Busoni et Bartók. Liszt débute et termine l'œuvre par un triton non résolu, intervalle très connu qui évoque le diable dans la musique (Diabolus In Musica). L'ensemble exprime plus de violence que ses prédécesseurs et notamment la Danse macabre de Saint-Saëns que Liszt a transcrite quelques années auparavant. L'œuvre reste constamment, malgré toutes ses dissonances, en mi bémol jusqu'au triton si–fa qui bouleverse l'apothéose finale laissant le morceau harmoniquement non résolu.

### TroisièmeMephisto-Valse
Composée en 1883, la troisième Mephisto-Valse (S.215a) est composée de quartes et de plusieurs triades descendantes en mineur dont la fondamentale est décalée d'un demi-ton. Ainsi, l'accord servant à ces progressions est, selon Alan Walker, « difficile à expliquer en termes habituels d'harmonie. Il est plus facile de la regarder comme le dernier renversement harmonique d'une quarte. ». La tonalité varie quant à elle entre fa majeur, ré mineur et ré  mineur. Comme les précédentes, cette valse inclut la danse du diable à trois temps - alors que la mesure est à quatre temps - reprenant la rythme initial par un passage onirique près de la fin de l'œuvre. Plusieurs critiques s'accordent à dire qu'il s'agit de l'une des compositions les plus abouties de Liszt.
Alors que la partition ne portait pas de dédicace à l'origine, Liszt y apporta de grands changements et la dédia à la pianiste française Marie Jaëll qui l'avait jouée devant lui (il lui demandait même de rejouer inlassablement certains passages). Saint-Saëns, le professeur de Jaëll au Conservatoire de Paris qui lui dédia aussi son premier concerto, commente ainsi l'interprétation de Jaëll : « une seule personne dans le monde [mise-à-part Liszt] peut jouer Liszt : Marie Jaëll »,.
Liszt n'en a pas réalisé de version orchestrale. Cependant, le compositeur et arrangeur anglais Gordon Jacob a dirigé une orchestration de cette valse, avec d'autres travaux tardifs de Liszt, pour le ballet de Sadler Welles Apparitions à l'initiative du compositeur Constant Lambert.
Le premier enregistrement est dû à France Clidat pour Decca Records.

### QuatrièmeMephisto-Valse
La quatrième Mephisto-Valse (S.216b) est restée inachevée et n'a pas été publiée avant 1955 alors que Liszt y avait travaillé en 1885. Comme la seconde valse, la quatrième a une introduction et une coda qui ne correspondent pas à la tonalité ; alors que la plus grande partie est en ré, le morceau commence par un do#. Le pianiste australien Leslie Howard écrit que cela est une forme d'encouragement alors que Liszt travaillait sur cette version orchestrée pour faire référence au thème principal en Andantino et pour résumer la partie Allegro avant la coda. Certains critiques considèrent que cette valse n'est pas aussi originale que les autres et supposent que Liszt avait prévu de grandes améliorations, vu qu'il a encore vécu plusieurs mois. Aucune version orchestrale n'a été créée par Liszt.
Bien qu'elle ne soit pas achevée, cette valse est tout à fait jouable. Elle est habituellement donnée dans une version (S.216b) associant les sections rapides extérieures finalisées et omettant la partie centrale lente et incomplète. Howard a joué en 1978 une version incluant la partie centrale recomposée à partir de manuscrits de Liszt, arrangée par Howard lui-même en suivant le style tardif de Liszt et en ajoutant un minimum de notes. Un enregistrement est disponible chez Hyperion Records dans sa série « Complete piano music of Liszt » ; la partition, dédiée à Alfred Brendel, a été publié par Basil Ramsey.

## Postérité
En 2011, année du 200e anniversaire de la naissance du compositeur, la première Mephisto-Valse est interprétée au concert du nouvel an à Vienne, sous la direction de Franz Welser-Möst. C'est la seule fois où une œuvre de Franz Liszt est entendue lors de ce traditionnel concert.

## Héritage
L’écrivain et pianiste américain Fred Mustard Stewart - issu de la Juilliard School - a intitulé en 1969 une de ses nouvelles The Mephisto Waltz.
Mephisto Walz (en) est le nom d'un groupe de rock gothique américain, formé en 1985 par d'anciens membres du groupe Christian Death.
Une piste de l'album Nocturnal Opera du groupe japonais Moi dix Mois est nommée Mephisto Waltz.